# Филота (сатрап)
Вижте пояснителната страница за други личности с името Филота.
Филота (на старогръцки: Φιλώτας) е древномакедонски военачалник, стратег на Александър Велики в IV век пр.н.е. и сатрап на Киликия.
Той не трябва да се бърка с Филота, син на пълководеца Парменион и вероятно със стратега Филота.
По време на похода в Азия на Александър Велики той е командир (taxiarchos) на една фаланга. Вероятно той е този Филота, който през 331 г. пр. Хр. заедно с Птолемей получава задачата да залови Бес.
През 323 г. пр. Хр. Александър му дава управлението на Киликия, след като Балакрос е убит против въстаналите Писидии.  Следващата година Филота получава помощ от войската на ветераните при Кратер, която по пътя за родината пресича Киликия.
Филота е признат във Вавилон от имперския регент Пердика като сатрап на Киликия, но още през 322 г. пр. Хр. е свален от него и сменен с Филоксен. Причината за това е приятелството му с Кратер, който през започващата първа диадохска война става противник на Пердика.